# Мужская сборная СССР по баскетболу

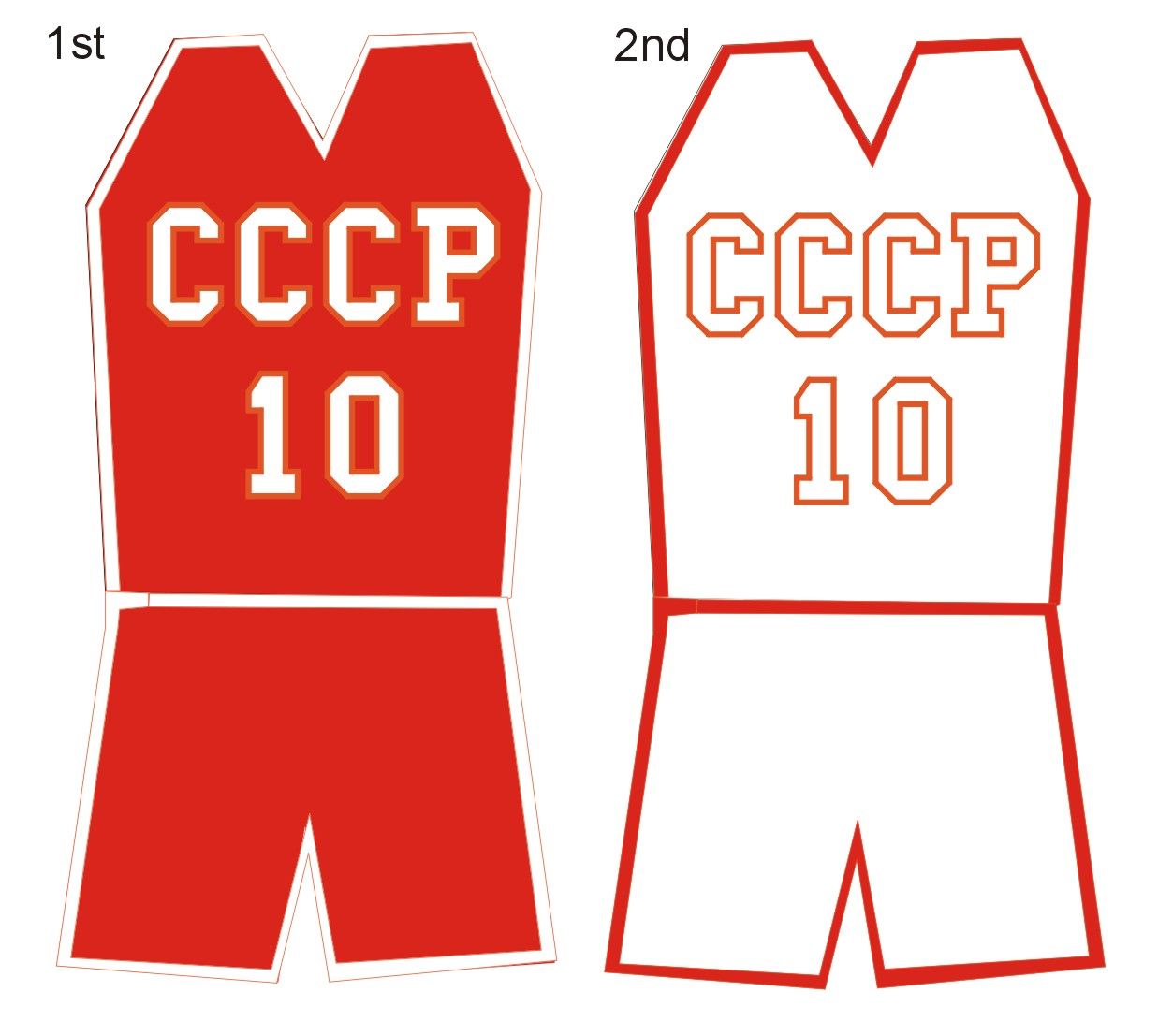
Форма Мужской сборной СССР по баскетболу

Мужская сборная СССР по баскетболу — национальная команда, представлявшая СССР на международных соревнованиях. Управляющей организацией сборной выступала Федерация баскетбола СССР. Официально сборная просуществовала с 1947 по 1991 год. На Олимпийских играх 1992 года ее правопреемницей стала Объединенная команда, а затем сборная России. На протяжении 45 лет своего существования являлась одной из сильнейших мужских национальных баскетбольных сборных мира.

## Команда

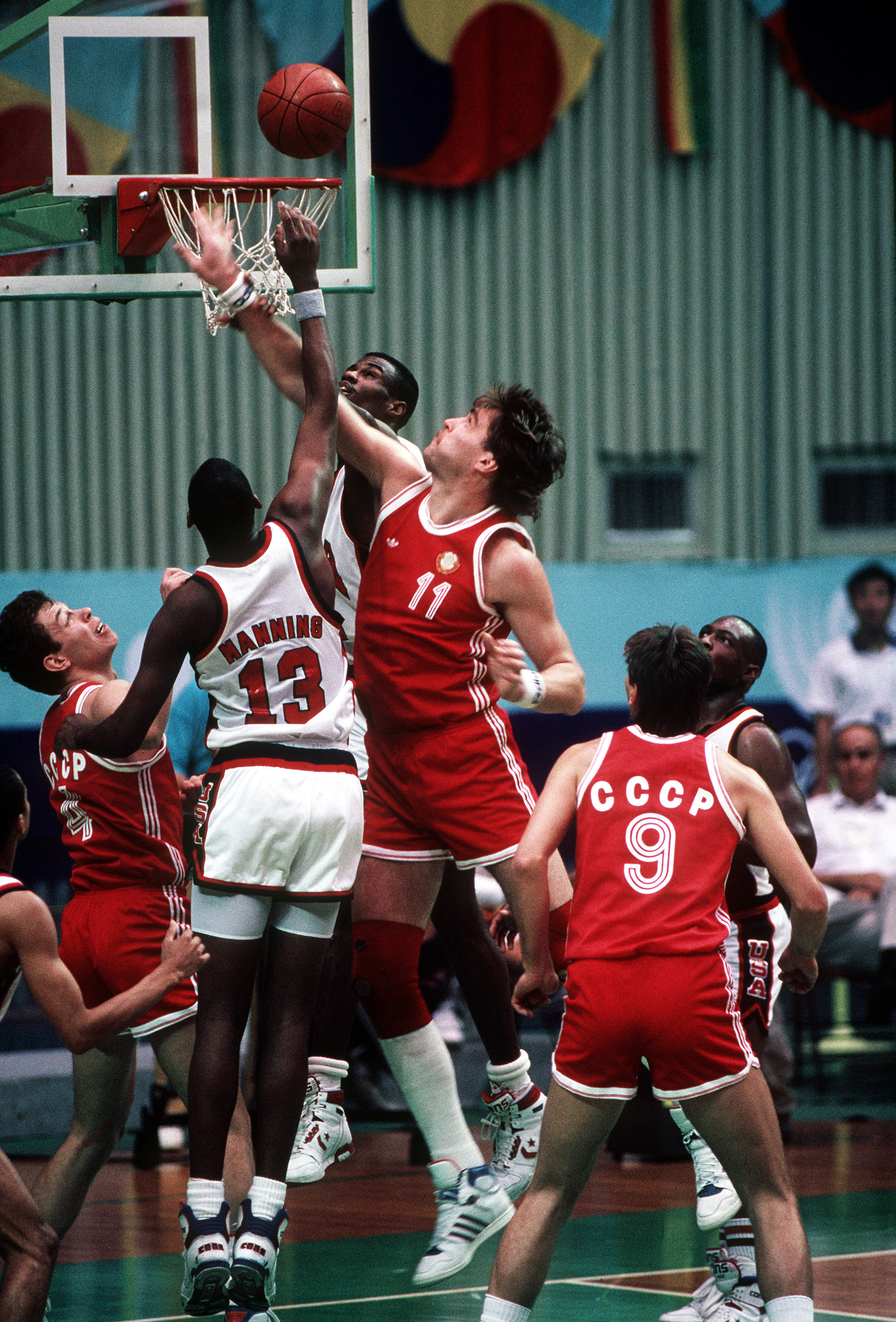
Мужская сборная СССР по баскетболу в противостоянии со сборной США на летней Олимпиаде 1988 года в Сеуле (Арвидас Сабонис — № 11 против Дэнни Мэннинга — № 13)

Сборная СССР приняла участие в 9 Олимпиадах (2 победы), 9 чемпионатах мира (3 победы) и 21 чемпионате Европы (14 побед, из них 8 подряд с 1957 по 1971 годы). На этих 39 крупнейших турнирах она завоевала 38 медалей, лишившись одной награды из-за политического решения отказаться от игры со сборной Тайваня на чемпионате мира 1959 года. Подобное уникальное достижение не покорилось больше ни одной баскетбольной сборной. При этом сборная СССР не смогла пройти отбор на свой 40-й турнир (чемпионат Европы-1991).
Одна из самых памятных страниц в истории советского спорта — победа баскетбольной сборной СССР над сборной США в финале Олимпиады-1972 в Мюнхене со счётом 51-50, добытая на последних секундах матча.
Основной вклад в успехи советской сборной вносили, как правило, российские, литовские и украинские баскетболисты. Заметную роль играли и представители Грузии, Эстонии, Латвии, Казахстана и других республик Советского Союза.
Тренеры, с которыми связаны многолетние успехи советского мужского баскетбола на международной арене, — Степан Спандарян, Александр Гомельский и Владимир Кондрашин.

## История

### Чемпионаты Европы
В 1947 году Всесоюзная баскетбольная секция стала членом Международной федерации баскетбола. Советские баскетболисты получили право участвовать во всех соревнованиях, организуемых ФИБА. В том же году сборная мужская команда СССР впервые приняла участие в чемпионате Европы. Советские баскетболисты победили команды Югославии, Венгрии, Болгарии, Египта, Польши и встретились в финале с чемпионом Европы — командой Чехословакии. Победив с результатом 56:37, сборная СССР завоевала звание чемпиона Европы.
С 1947 по 1971 год сборная СССР доминировала в Европе, неизменно становясь чемпионом, исключением является лишь 3-е место на чемпионате Европы в Венгрии 1955 года. В 1949 году в первый и последний раз мужская сборная команда СССР проигнорировала чемпионат Европы. Он был проведен в Каире. При отсутствии команд Франции, Италии, Югославии и всех соцстран чемпионом Европы стала команда Египта.

### Олимпийские игры

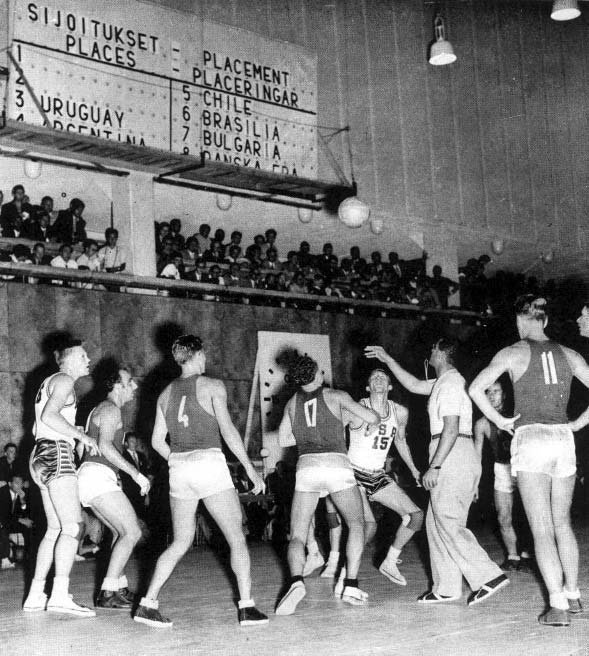
В финале Олимпиады 1952 года сборная СССР уступила американцам.

В 1952 году мужская сборная СССР дебютировала на XV Олимпийских играх в Хельсинки. Советские баскетболисты одержали победы над сильными командами Бразилии, Уругвая, Чили, оставили позади себя все европейские команды и завоевали второе место.
В 1956 году на XVI Олимпийских играх в Мельбурне сборная СССР повторно выигрывает серебряные медали.
В 1960 году на XVII Олимпийских играх в Риме сборная СССР вновь завоевала серебряные медали. Команда дважды проиграла сборной США с разницей 24 очка, но в финальном микротурнире за 1-4 места вырвала два очка у сборной Бразилии и восемь — у сборной Италии.
В 1964 году на XVIII Олимпийских играх в Токио сборная СССР в финале относительно небольшим преимуществом (73:59) уступила сборной США и заняла второе место. Для мужской сборной СССР (и России) это было последнее олимпийское «серебро». С 1952 по 1964 год мужская сборная Советского Союза была главным соперником американцев на олимпийских играх, становилась финалистом четыре раза подряд. В Мехико-68, в Монреале-76 и Москве-80 команда сможет завоевать бронзовые медали.
На XX Олимпийских играх в Мюнхене в 1972 году сборная мужская команда СССР по баскетболу впервые завоевала золотые медали. Победив команду США в драматичном финале. Александр Белов совершил решающий победный бросок на последней секунде финального матча мюнхенской Олимпиады со сборной США, вошедший в историю как «золотой». (Видеозапись концовки матча)

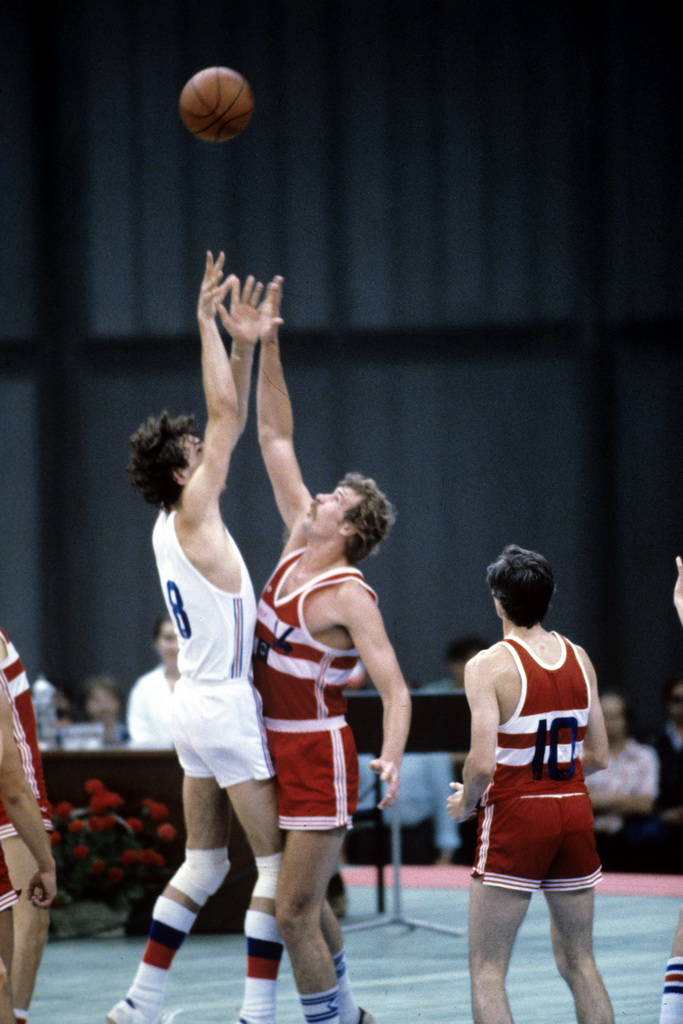
Матч мужских сборных СССР и Чехословакии. Александр Белостенный (№ 14), Станислав Кропилак (№ 8), Сергей Белов (№ 10). Фото РИА Новости.

Сборная США бойкотировала Олимпийские игры 1980 года в Москве, поэтому советские баскетболисты были главными претендентами на золотые медали. В финальной группе мужская сборная СССР обидно уступила всего два очка итальянцам и не смогла принять участие в матче за золото. В финале сборная Югославии одержала уверенную победу со счетом 86:77 над итальянцами. Мужская сборная СССР в матче за третье место разгромила команду Испании (117:94).
В Олимпийских играх 1984 года в Лос-Анджелесе СССР не участвовал в ответ за бойкот США Олимпийских Игр в Москве.
В 1988 году на Олимпийских играх в Сеуле мужская сборная СССР во второй раз в своей истории завоевала золотые медали. С главным соперником — сборной США встретилась в полуфинале. Почти весь матч советская команда вела 12-13 очков и в итоге уверенно победила, а затем, в финале турнира, переиграла югославов, которым уступила на групповом этапе соревнований.
В 1992 году на Олимпийских играх в Барселоне сборная СНГ заняла четвертое место.

### Чемпионаты мира по баскетболу
Мужская сборная команда СССР впервые приняла участие в чемпионате мира в 1959 году. На этом чемпионате она выиграла все встречи, в том числе и у американской сборной, но повинуясь политически мотивированному приказу из Кремля, отказалась от игры со сборной Тайваня, за что была дисквалифицирована ФИБА и не попала в число призёров (подобное же указание получила и сборная Болгарии). Звание чемпионов мира было присуждено национальной команде Бразилии.
На чемпионате мира 1963 года в Рио-де-Жанейро сборная СССР в драматичном матче завоевала бронзовую медаль, переиграв команды США (75:74). Александр Петров был признан лучшим центровым чемпионата.
На 1967 году сборная СССР впервые стала чемпионами мира в Монтевидео (Уругвай).  В итоге с одним поражением (от сборной США, 58:59), но с уверенной победой над югославами (71:59) сборная СССР заняла верхнюю строчку турнирной таблицы. На одну победу меньше сразу у трех команд — Югославии, Бразилии и США.
В 1970 году после проигрыша СССР американцам со счетом 72:75, выше третьего места подняться не смогла.
В 1974 году сборная СССР выигрывает чемпионат мира среди мужских команд в Сан-Хуане. В финальных играх за 1—8 места команды СССР, Югославии и США финишировали с одинаковым результатом — у каждой по шесть побед.
Сборная СССР проиграла команде Югославии три очка, но выиграла у сборной США одиннадцать. Сборная Югославии, проиграв команде США три очка, осталась второй.

## Достижения
- Олимпийский чемпион (2): 1972, 1988
- Серебряный призёр Олимпийских игр (4): 1952, 1956, 1960, 1964
- Бронзовый призёр Олимпийских игр (3): 1968, 1976, 1980
- Чемпион мира (3): 1967, 1974, 1982
- Вице-чемпион мира (3): 1978, 1986, 1990
- Бронзовый призёр чемпионата мира (2): 1963, 1970
- Чемпион Европы (14): 1947, 1951, 1953, 1957, 1959, 1961, 1963, 1965, 1967, 1969, 1971, 1979, 1981, 1985
- Серебряный призер чемпионата Европы (3): 1975, 1977, 1987
- Бронзовый призер чемпионата Европы (4): 1955, 1973, 1983, 1989
- Серебряный призёр Межконтинентального кубка ФИБА (1): 1972
- Чемпион Международного рождественского турнира ФИБА (FIBA International Christmas Tournament) (3): 1979, 1983, 1984
- Серебряный призер Международного рождественского турнира ФИБА (1): 1987
- Бронзовый призер Международного рождественского турнира ФИБА (1): 1988
- Серебряный призёр Чемпионата «Макдональдс» (McDonald's Championship) (1): 1987

## Тренеры
- Павел Цетлин (1947)
- Степан Спандарян (1951—1952, 1956—1962)
- Константин Травин (1953—1955)
- Александр Гомельский (1963—1970, 1977—1984, 1987—1988)
- Владимир Кондрашин (1970—1976)
- Владимир Обухов (1985—1986)
- Владас Гарастас (1989—1991)

## Статистика выступлений
| Год               | Результат              | И                      | В                      | П                      |
| ----------------- | ---------------------- | ---------------------- | ---------------------- | ---------------------- |
| 1952 Хельсинки    | Серебро                | 8                      | 6                      | 2                      |
| 1956 Мельбурн     | Серебро                | 8                      | 6                      | 2                      |
| 1960 Рим          | Серебро                | 8                      | 6                      | 2                      |
| 1964 Токио        | Серебро                | 9                      | 8                      | 1                      |
| 1968 Мехико       | Бронза                 | 9                      | 8                      | 1                      |
| 1972 Мюнхен       | Победа                 | 9                      | 9                      | 0                      |
| 1976 Монреаль     | Бронза                 | 7                      | 6                      | 1                      |
| 1980 Москва       | Бронза                 | 7                      | 6                      | 2                      |
| 1984 Лос-Анджелес | Бойкот Олимпийских игр | Бойкот Олимпийских игр | Бойкот Олимпийских игр | Бойкот Олимпийских игр |
| 1988 Сеул         | Победа                 | 8                      | 7                      | 1                      |
| Всего             | 2 титула               | 73                     | 62                     | 11                     |

| Год              | Результат | И  | В  | П  |
| ---------------- | --------- | -- | -- | -- |
| 1959 Чили        | 6-е место | 9  | 7  | 2  |
| 1963 Бразилия    | 3-е место | 9  | 7  | 2  |
| 1967 Уругвай     | Победа    | 9  | 8  | 1  |
| 1970 Югославия   | 3-е место | 9  | 7  | 2  |
| 1974 Пуэрто-Рико | Победа    | 10 | 9  | 1  |
| 1978 Филиппины   | Финал     | 7  | 6  | 1  |
| 1982 Колумбия    | Победа    | 9  | 8  | 1  |
| 1986 Испания     | Финал     | 12 | 11 | 1  |
| 1990 Аргентина   | Финал     | 8  | 6  | 2  |
| Всего            | 3 титула  | 82 | 69 | 13 |

| Год               | Результат       | И               | В               | П               |
| ----------------- | --------------- | --------------- | --------------- | --------------- |
| 1935 — 1946       | Не участвовала  | Не участвовала  | Не участвовала  | Не участвовала  |
| 1947 Чехословакия | Чемпион         | 6               | 6               | 0               |
| 1949 Египет       | Не участвовала  | Не участвовала  | Не участвовала  | Не участвовала  |
| 1951 Франция      | Чемпион         | 9               | 9               | 0               |
| 1953 СССР         | Чемпион         | 10              | 10              | 0               |
| 1955 Венгрия      | 3-е место       | 11              | 9               | 2               |
| 1957 Болгария     | Чемпион         | 10              | 10              | 0               |
| 1959 Турция       | Чемпион         | 9               | 9               | 0               |
| 1961 Югославия    | Чемпион         | 8               | 8               | 0               |
| 1963 Польша       | Чемпион         | 9               | 9               | 0               |
| 1965 СССР         | Чемпион         | 9               | 9               | 0               |
| 1967 Финляндия    | Чемпион         | 9               | 9               | 0               |
| 1969 Италия       | Чемпион         | 7               | 6               | 1               |
| 1971 ФРГ          | Чемпион         | 7               | 7               | 0               |
| 1973 Испания      | 3-е место       | 7               | 6               | 1               |
| 1975 Югославия    | 2-е место       | 7               | 6               | 1               |
| 1977 Бельгия      | 2-е место       | 7               | 5               | 2               |
| 1979 Италия       | Чемпион         | 7               | 6               | 1               |
| 1981 Чехословакия | Чемпион         | 9               | 9               | 0               |
| 1983 Франция      | 3-е место       | 7               | 6               | 1               |
| 1985 ФРГ          | Чемпион         | 8               | 7               | 1               |
| 1987 Греция       | 2-е место       | 8               | 7               | 1               |
| 1989 Югославия    | 3-е место       | 5               | 4               | 1               |
| 1991 Италия       | Не прошла отбор | Не прошла отбор | Не прошла отбор | Не прошла отбор |
| Всего             | 14 титулов      | 169             | 157             | 12              |